# Manchurisk ask
Manchurisk ask (Fraxinus mandshurica) är en syrenväxtart som beskrevs av Franz Joseph Ruprecht. Fraxinus mandshurica ingår i släktet askar, och familjen syrenväxter.

## Bildgalleri

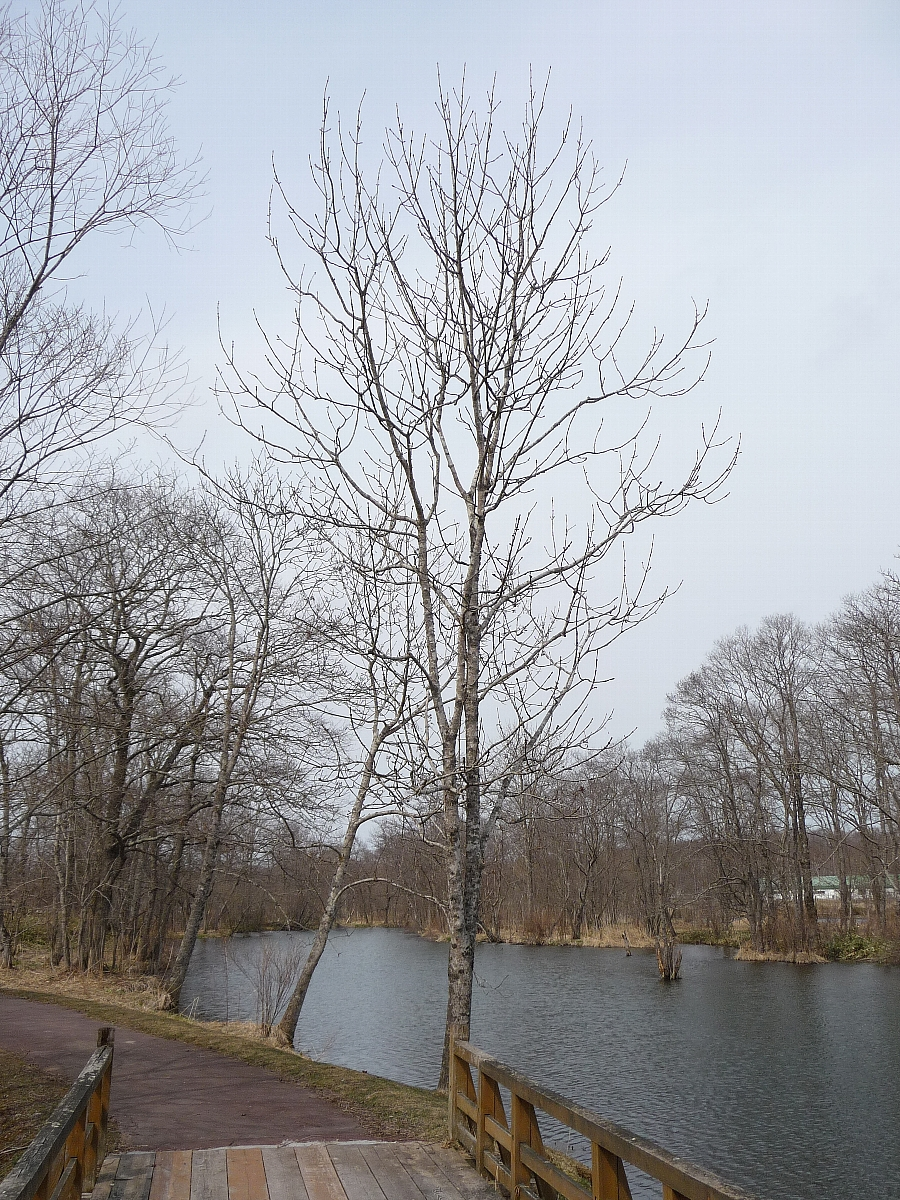
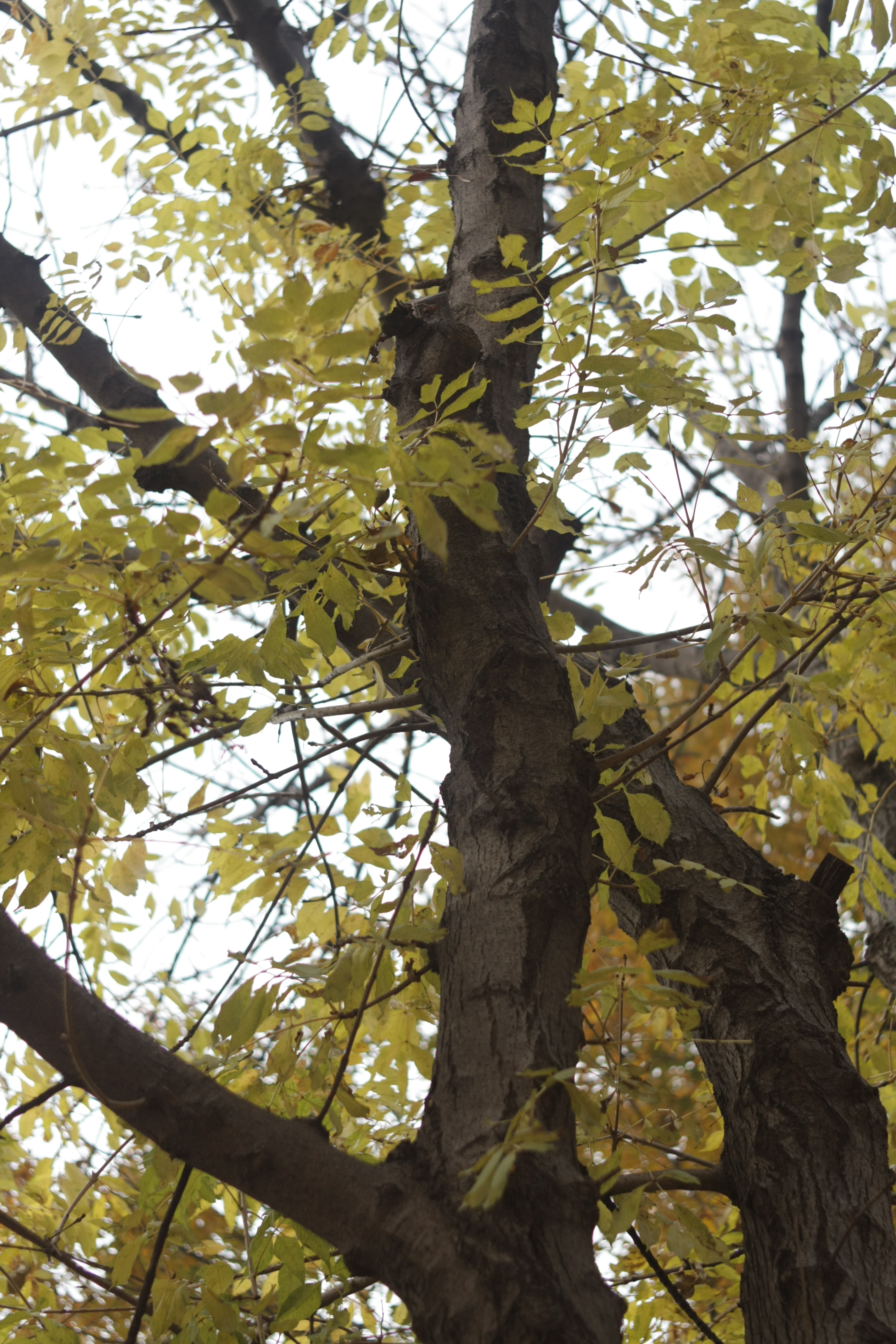